# Кофу (Тотторі)

35°16′59″ пн. ш. 133°29′19″ сх. д. / 35.28306° пн. ш. 133.48861° сх. д.
Кофу (яп. 江府町) — містечко в Японії, в повіті Хіно префектури Тотторі.